# Uzakia
Uzakia is een spinnengeslacht uit de familie Cycloctenidae.

## Soorten
- Uzakia unica (Forster, 1970)